# Імунна контрольна точка

Імунні контрольні точки в мікрооточенні пухлини

Імунні контрольні точки імуносупресивних дій, пов'язаних з раком молочної залози

Імунні контрольні точки є регуляторами імунної системи. Ці шляхи є вирішальними для автотолерантності, яка запобігає невибірковій атаці імунної системи на власні клітини. Однак деякі види раку можуть захистити себе від імунітету, стимулюючи імунні контрольні точки. 
Інгібіторні молекули контрольних точок є мішенями для імунотерапії раку через їх потенціал для використання при різних типах раку. Наразі схвалені інгібітори контрольних точок блокують білки CTLA4, PD-1 і PD-L1. За відповідні фундаментальні наукові відкриття Джеймс П. Еллісон і Тасуку Хондзьо отримали премію Тан у галузі біофармацевтики та Нобелівську премію з фізіології та медицини у 2018 році.  

## Стимулюючі молекули контрольних точок
Чотири стимулюючі молекули контрольних точок є членами суперсімейства рецепторів фактора некрозу пухлин (TNF) — CD27, CD40, OX40, GITR і CD137. Інші дві стимулюючі молекули контрольних точок належать до суперсімейства B7-CD28 — власне CD28 і ICOS.
- CD27: Ця молекула підтримує антиген-специфічну експансію наївних Т-клітин і є критичною для генерації Т-клітинної пам’яті.[4] CD27 також є маркером пам'яті В-клітин.[5] Активність CD27 регулюється тимчасовою доступністю його ліганду, CD70, на лімфоцитах і дендритних клітинах. [6] Відомо, що костимуляція CD27 пригнічує функцію ефекторних клітин Th17. [7] Американська біотехнологічна компанія Celldex Therapeutics працювала над CDX-1127, агоністичним анти-CD27 моноклональним антитілом [8], яке на тваринних моделях показало свою ефективність у контексті стимуляції Т-клітинних рецепторів. [9]
- CD28: Ця молекула конститутивно експресується майже на всіх CD4+ Т-клітинах людини та приблизно на половині всіх CD8+ Т-клітин. Зв’язування з двома його лігандами CD80 і CD86, експресованими на дендритних клітинах, сприяє експансії Т-клітин. CD28 був мішенню для «суперагоніста» TGN1412, який викликав серйозні запальні реакції в першому дослідженні на людині в Лондоні в березні 2006 року. [10]
- CD40: Ця молекула, виявлена в різних клітинах імунної системи, включаючи антигенпрезентувальні клітини, що мають CD40L, також відомий як CD154, і тимчасово експресується на поверхні активованих CD4+ Т-клітинах, як ліганд. Відомо, що передача сигналів CD40 «дає дозвіл» дендритним клітинам на дозрівання і, таким чином, запускає активацію та диференціювання Т-клітин.[11] Біотехнологічна компанія VLST із Сіетла, яка зараз не існує, отримала ліцензію на моноклональне антитіло проти CD40-агоністів від Pfizer у 2012 році. Швейцарська фармацевтична компанія Roche придбала цей проект, коли VLST було закрито у 2013 році. [12]
- CD122: Відомо, що ця молекула, яка є бета-субодиницею рецептора інтерлейкіну-2, посилює проліферацію ефекторних CD8+ Т-клітин. [13] Американська біотехнологічна компанія Nektar Therapeutics працювала над NKTR-214, CD122-імуностимулюючим цитокіном [14]
- CD137: Коли ця молекула, яка також називається 4-1BB, зв'язується лігандом CD137, результатом є проліферація Т-клітин. Також відомо, що сигналізація, опосередкована CD137, захищає Т-клітини, зокрема CD8+ Т-клітини, від загибелі клітин, після їх активації. [15] Німецька біотехнологічна компанія Pieris Pharmaceuticals розробила ліпокалін, який є біспецифічним для CD137 і HER2. [16]
- OX40: Ця молекула, яка також називається CD134, має ліганд OX40L або CD252. Як і CD27, OX40 сприяє розмноженню ефекторних Т-клітин і Т-клітин пам’яті, однак він також відомий своєю здатністю пригнічувати диференціювання та активність Т-регуляторних клітин, а також завдяки регулюванню продукції цитокінів. [17] Цінність OX40 як мішені для лікарського засобу насамперед полягає в тому факті, що, будучи тимчасово експресованим після залучення рецепторів Т-клітин, він активується лише на нещодавно активованих антигеном Т-клітинах у запальних реакціях. [18] Доведено, що моноклональні антитіла проти OX40 мають клінічну користь при раку на пізніх стадіях. [19] Фармацевтична компанія AstraZeneca розробляє три препарати, націлені на OX40: MEDI0562 — гуманізований агоніст OX40; MEDI6469, мишачий агоніст OX4; і MEDI6383, агоніст OX40 [20]
- GITR: скорочення від "Glucocorticoid-Induced TNFR family Related gen", стимулює експансію Т-клітин, включаючи експансію T-регуляторних клітин. [21] Ліганд для GITR в основному експресується на антигенпрезентуючих клітинах. [22] Було показано, що антитіла до GITR сприяють протипухлинній відповіді через втрату стабільності лінії регуляторниз T-клітин. [23] Біотехнологічна компанія TG Therapeutics працює над антитілами до GITR [24]
- ICOS: Ця молекула, скорочена від "Inducible T-cell costimulator", також називається CD278, експресується на активованих Т-клітинах. Його лігандом є ICOSL, який експресується переважно на В-клітинах і дендритних клітинах. Можливо, ця молекула, важлива для ефекторної функції Т-клітин. [25] Американська біотехнологічна компанія Jounce Therapeutics розробляє агоніст ICOS.

## Інгібіторні молекули контрольних точок

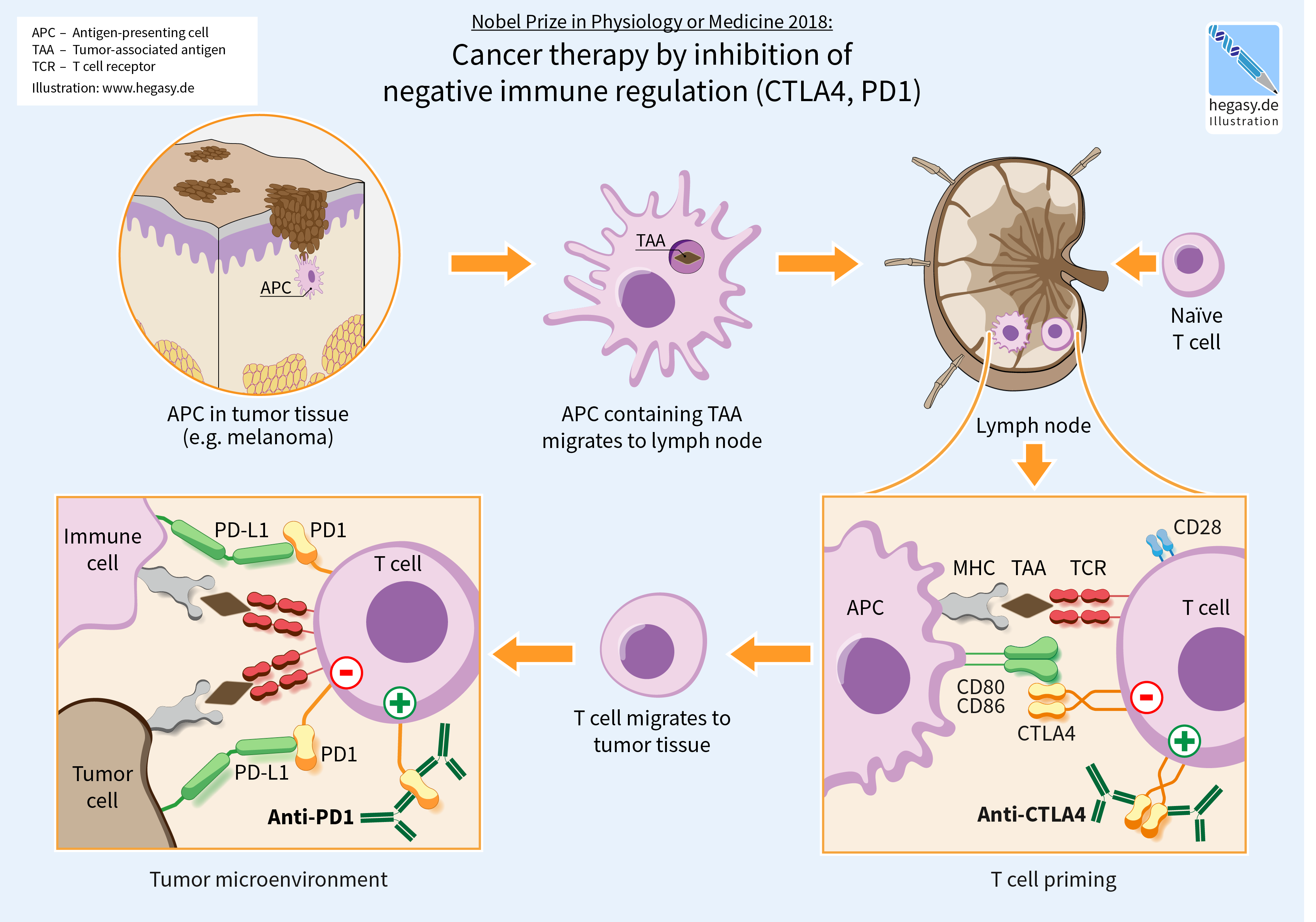
Терапія раку шляхом інгібування негативної імунної регуляції (CTLA4, PD1)

- A2AR і A2BR: Рецептор аденозину A2A вважається важливою контрольною точкою в терапії раку, оскільки аденозин в імунному мікрооточенні призводить до активації рецептора A2a, є шляхом негативного імунного зворотного зв’язку, а мікрооточення пухлини має відносно високі концентрації аденозину. [26] Нещодавно була продемонстрована роль рецептора A2B в імунній системі. [27][28] Дослідження показують, що в тканинах, де вони спільно експресуються, A2A і A2B утворюють димери під більшим контролем рецептора A2B. [29]
- B7-H3: також відома як CD276, спочатку вважалася костимулюючою молекулою [30] але зараз розглядається як коінгібітор. [31] Американська біотехнологічна компанія MacroGenics працює над MGA271 — це Fc-оптимізоване моноклональне антитіло, націлене на B7-H3. [32] Рецептори B7-H3 ще не ідентифіковані. [33]
- B7-H4: інша назва VTCN1, експресується пухлинними клітинами та асоційованими з пухлиною макрофагами та відіграє роль в ухиленні пухлини від імунологічного контролю. [34]
- BTLA: скорочено від "B і T Lymphocyte Attenuator" і також називається CD272, має лігандом HVEM (Herpesvirus Entry Mediator). Поверхнева експресія BTLA поступово знижується під час диференціації людських CD8+ Т-клітин від фенотипу наївних до фенотипу ефекторних клітин, однак пухлиноспецифічні людські CD8+ Т-клітини експресують високі рівні BTLA. [35]
- CTLA-4: скорочено від "Cytotoxic T-Lymphocyte-Associated protein 4" який також називають CD152, є мішенню лікарського засобу від меланоми іпілімумаб компанії Bristol-Myers Squibb, який отримав схвалення FDA в березні 2011 року. Експресія CTLA-4 на клітинах регуляторних T-клітинах слугує для контролю проліферації Т-клітин. [36][37]
- IDO: Скорочення від "Indoleamine 2,3-dioxygenase", яка є катаболічним ферментом триптофану з властивостями інгібітора імунітету. Іншою важливою молекулою є TDO, триптофан-2,3-діоксигеназа. Відомо, що IDO пригнічує Т-клітини і NK-клітини, генерує та активує регуляторні T-клітини і мієлоїдні супресорні клітини, а також сприяє пухлинному ангіогенезу. [38][37]
- KIR: скорочення від "Killer-cell Immunoglobulin-like Receptor", це рецептор для молекул MHC класу I на клітинах-натуральних кілерах. Компанія Bristol-Myers Squibb працює над лірілумабом, моноклональним антитілом проти KIR.
- LAG3: скорочення від "Lymphocyte Activation Gene-3", діє як інгібітор імунної відповіді шляхом дії на регуляторні T-клітини [39] а також прямим впливом на CD8+ T-клітини. [40][37] Компанія Bristol-Myers Squibb проводить клінічні дослідження першої фазі з анти-LAG3 моноклональним антитілом під назвою BMS-986016. [41]
- NOX2: скорочення від "nicotinamide adenine dinucleotide phosphate NADPH oxidase isoform 2", є ферментом мієлоїдних клітин, який генерує імуносупресивні активні форми кисню. Генетичне та фармакологічне інгібування NOX2 у мієлоїдних клітинах покращує протипухлинні функції суміжних NK-клітин і Т-клітин, а також викликає аутоімунітет у людей і піддослідних тварин. NOX2 є мішенню лікарського засобу Ceplene, який отримав схвалення для використання при гострому мієлоїдному лейкозі в ЄС. [42][37]
- PD-1: скорочення від "Programmed Death 1 receptor", має два ліганди, PD-L1 і PD-L2. Ця контрольна точка є мішенню лікарського засобу компанії Merck & Co. для лікування меланоми пембролізумаб, який отримав схвалення FDA у вересні 2014 року. Ця контрольна точка також є мішенню лікарського засобу авелумаб від компанії EMD Serono (Merck KGaA), який отримав схвалення FDA у 2017 році. Перевага націлювання на PD-1 полягає в тому, що він може відновити імунну функцію в мікрооточенні пухлини. [43][37]
- TIM-3: скорочення від "T-cell Immunoglobulin domain and Mucin domain 3", експресує на активованих CD4+ Т-клітинах людини та регулює цитокіни клітин Th1 і Th17. [44] TIM-3 діє як негативний регулятор функції Th1/Tc1, викликаючи загибель клітин після взаємодії з його лігандом, галектином-9. [45][37]
- VISTA: Скорочення від "V-domain Ig suppressor of T cell activation", VISTA переважно експресується на гемопоетичних клітинах [46] тому постійна експресія VISTA на лейкоцитах у пухлинах може забезпечити ефективність блокади VISTA у широкому діапазоні солідних пухлин. [47][37]
- SIGLEC7 ("Sialic acid-binding immunoglobulin-type lectin 7", також позначається як CD328) і SIGLEC9 ("Sialic acid-binding immunoglobulin-type lectin 9", також позначається як CD329) — це білки, що містяться на поверхні різних імунних клітин, у тому числі клітин-натуральних кілерів і макрофагів (SIGLEC7), а також нейтрофілів, макрофагів, дендритних клітин і активованих Т-клітини (SIGLEC9). [48] SIGLEC 7 і 9 пригнічують імунну функцію цих клітин шляхом зв’язування з кінцевою сіаловою кислотою на гліканах, які покривають поверхню клітин. [49][50]

## Інгібітори імунних контрольних точок
Ліки, які інгібують/блокують інгібіторні молекули контрольних точок, іноді називають інгібіторами контрольних точок. Явище, що лежить в основі дії цих ліків часто називають блокадою імунної контрольної точки або просто блокадою контрольної точки.   Препарати-інгібітори контрольних точок розробляються такими компаніями, як Bristol-Myers Squibb, Merck, Merck KGaA, Roche і AstraZeneca . 